# Turó de Can Mallol
El Turó de Can Mallol és una muntanya de 409 metres que es troba als municipis de Barcelona, Sant Cugat del Vallès i Sant Feliu de Llobregat, a les comarques del Barcelonès i Baix Llobregat.